# Saint-Maurice-de-Ventalon
Saint-Maurice-de-Ventalon este o comună în departamentul Lozère din sudul Franței. În 2009 avea o populație de 77 de locuitori.

## Evoluția populației
| An        | 1975 | 1982 | 1990 | 1999 | 2006 | 2009 |
| --------- | ---- | ---- | ---- | ---- | ---- | ---- |
| Populație | 27   | 40   | 55   | 80   | 68   | 77   |